# تاپ گلاو
تاپ گلاو (انگلیسی: Top Glove) شرکت لاستیک‌سازی مالزیایی است، که در سال ۱۹۹۱ توسط لیم وی-چای تأسیس شد.